# Château-Renard
Château-Renard ist eine französische Gemeinde mit 2108 Einwohnern (Stand 1. Januar 2022) im Département Loiret in der Region Centre-Val de Loire. Sie gehört zum Arrondissement Montargis und gehört zum Kanton Courtenay. Sie liegt am Ufer des Flusses Ouanne.
Der heutige Schreibweise Château-Renard existiert seit dem 19. November 1998 (in Anwendung eines Dekrets vom 16. November 1998). Zuvor schrieb sich die Gemeinde Châteaurenard. Die Änderung wurde vorgenommen, um eine Verwechslung mit Châteaurenard im Département Bouches-du-Rhône zu vermeiden.

## Bevölkerungsentwicklung
| Jahr      | 1962 | 1968 | 1975 | 1982 | 1990 | 1999 | 2008 | 2018 |
| Einwohner | 2061 | 2120 | 2171 | 2223 | 2302 | 2389 | 2321 | 2153 |

## Sehenswürdigkeiten
- Kirche Saint-Étienne

## Gemeindepartnerschaften
Seit 1989 ist Metelen (Kreis Steinfurt in Nordrhein-Westfalen) die deutsche Partnergemeinde von Château-Renard.